# النسوية في كندا

الختم العام لشهادة تكافؤ المرأة في الحكم

لقد شهد تاريخ الحركة النسوية في كندا صراعاً متصاعد الحدة هدف إلى ترسيخ مبدأ الحقوق المتساوية بين النساء والرجال. قسّم العلماء تاريخ الحركة النسوية في كندا كما في سائر الحركات النسوية الغربية المعاصرة في بلدان أخرى إلى ثلاث موجات تمثل كل منها حقبة من النشاط (السياسي) المكثف والتغيير الاجتماعي. إلا أنه تم انتقاد استخدام مصطلح الموجات لأنه فشل في احتواء بعض الحركات النسوية الأخرى التي قادتها على سبيل المثال نساء من السكان الأصليين في كندا ومن مقاطعة الكيبك (Quebec) واللواتي قمن بإرساء أسس التغيير في مجتمعاتهن، بالإضافة إلى التغيير الاجتماعي على نطاق أوسع.

## موجات الحركة النسوية في كندا

### الموجة الأولى
بدأت الموجة الأولى من الحركة النسوية في كندا في أواخر القرن التاسع عشر وأوائل القرن العشرين وركزت على تعزيز دور المرأة في الحياة العامة، ويتضمن ذلك الحق في التصويت والحق في الملكية والحق في التعليم والحق في الاعتراف بها «شخصاً» تحت القانون. هذا وقد ارتكز مفهوم الموجة الأولى للحركة النسوية في كندا في شكل كبير على الحركة النسوية الأمومية المستندة إلى فكرة أن النساء هن الحاضنات الطبيعيات و«أمهات الوطن» اللواتي يجب انخراطهنّ في الحياة العامة نظراً إلى نزعتهن الطبيعية إلى اتخاذ القرارات التي تصب في مصلحة المجتمع. بالاستناد إلى هذه الرؤية، كان يُنظر إلى النساء على أنهن قوة حضارية في المجتمع، ما شكل جزءاً مهماً من انخراط النساء في الأعمال التبشيرية وفي اتحاد النساء المسيحيات لمكافحة الكحول (WCTU).

#### التنظيم الأول والنشاط السياسي
كان الدين عاملاً أساسياً في أولى مراحل الحركة النسوية الكندية، إذ اجتمعت أولى مجموعات التنظيمات النسوية لأغراض دينية. عندما قامت الكنائس والمجتمعات التبشيرية برفض النساء كمبشرات، قمن بتأسيس مجتمعاتهن التبشيرية الخاصة وبجمع التبرعات لإرسال النساء المبشرات إلى الخارج. وقد جمع بعضهن ما يكفي من المال لتدريب البعض منهن على مهنتي التعليم والطب.
تأسست أولى هذه الجمعيات التبشيرية في كانسو، نوفا سكوتيا (Canso, Nova Scotia) في العام 1870 من قبل مجموعة من النساء المعمدان اللواتي تأثرن ب هانا نوريس Hannah Norris، المعلمة التي أرادت أن تكون مبشرة. طلبت نوريس من النساء في كنيستها المساعدة عندما تم رفض طلبها الذي رفعته إلى مجلس بعثة المعمدان الخارجية، وشكّلن مجتمعا تبشيرياً خاصا بهن، وسرعان ما تشكلت مجموعات نسوية تبشيرية أخرى تابعة للمشيخية والميثودية والانجليكانية عبر المقاطعات الغربية، وكيبك (Quebec) وأونتاريو (Ontario)والمقاطعات البحرية (the Maritimes). لم تمكّن هذه المجتمعات الجديدة النساء فقط من العمل كمبشرات، بل اعطتهن فرصة إدارة تمويل المبشرات وتدريبهن وتوظيفهن في البلدان الأجنبية.
وكان التنظيم الديني للمرأة وسيلة يمكن للمرأة من خلالها الدعوة إلى التغيير الاجتماعي. تشكل اتحاد النساء المسيحيات لمكافحة الكحول (WCTU)، على سبيل المثال، في العام 1874 من قبل لتيشيا يومانس Letitia Youmans من منطقة بيكتون في أونتاريو (Picton, Ontario)، من أجل توعية الناس بشأن الآثار السلبية الناتجة عن استهلاك الكحول على المجتمع وبهدف حظر الكحول وتعزيز القيم الأسرية. متأثرا بنظيره الأمريكي، تطور اتحاد (WCTU) ليصبح من الرائدين في النضال من أجل حق التصويت إلى جانب تشكيله أرضا تدريبية لقادة التصويت المستقبليين.
كما عملت دائرة الخياطة النسائية العبرية التي تأسست في العام 1869 على دعم التغيير الاجتماعي من خلال تنظيم مستوحىً من الدين. تأسست أولا على يد أيدا سيغل Ida Siegel لتوفير التدريب على مهارات الخياطة للفتيات في مجتمعهن. وكردٍ على محاولات تغيير ديانة الشباب اليهودي من قبل الإنجليكيين البروتستانت في تورونتو (Toronto)، تم تطويرها لإنشاء مدرسة يهودية للخياطة، حيث يتم تدريس الفتيات مهنة الخياطة والديانة اليهودية والتاريخ. تشتمل أمثلة أخرى على جمعية الشابات المسيحيات التي قدمت ولا زالت تقدم خدمات مثل مراكز الاستقبال، والملاجئ، والبرامج التعليمية للنساء العازبات من الطبقة العاملة إلى جانب جمعية الفتيات الودية (ذات القاعدة الأنجليكانية)، والجمعية الخيرية للراهبات في مونتريال (Montreal) التي قدمت مراكز رعاية نهارية للنساء العاملات.
في أواخر القرن التاسع عشر وأوائل القرن العشرين، اقتحمت النساء في كندا مجالات المهن المختلفة بما في ذلك التعليم، والصحافة، والعمل الاجتماعي، والصحة العامة. أصبحت غرايس آني لوكهارت Grace Annie Lockhart أول امرأة في الإمبراطورية البريطانية تحصل على شهادة البكالوريوس، ما شكل دليلا واضحا على عدالة مطالبة المرأة بالحقوق كافة على مستوى التعليم العالي.
كان إنشاء كلية الطب للمرأة من أحد التطورات في تورونتو (Toronto)(وكذلك في كينجستون، أونتاريو Kingston, Ontario) عام 1883 وقد تم إنشاؤها بفضل عزيمة وإصرار إميلي ستو Emily Stowe – أول طبيبة ممارسة في كندا. وقد كانت ابنة ستو، أوجوستا ستو جولن Augusta Stowe-Gullen أول امرأة تتخرج من كلية الطب في كندا.
كما قامت النساء الكنديات بإنشاء مؤسسات داعمة لحقوق المرأة والمشاركة فيها، ومن ضمن هذه الحقوق حق التصويت. وفي العام 1893، تم تشكيل المجلس الوطني لنساء كندا وقد كان الهدف منه ضم ممثلي الجماعات النسوية المختلفة من مختلف أنحاء كندا ليوفر بذلك شبكة لتواصل النساء ومشاركة مخاوفهن وأفكارهن. عندما صادق المجلس على حق التصويت في العام 1910، كان ذلك على أساس أن المرأة لها دور لا يمكن الاستغناء عنه في المجتمع، ما يعطيها الحق في أن تكون جزءاً من الحياة العامة من خلال مشاركتها في انتخاب الحكومة وذلك تماشياً مع حركة النساء الأمهات التي كانت سائدة في تلك الفترة.
خلال الحرب العالمية الأولى، لم يكن للنساء دورٌ في الوظائف الخاصة بهن فحسب، بل وأخذن على عاتقهن القيام بالأعمال الشاقة مثل العمل في مصانع الذخيرة. وقد كان لذلك الأثر الأكبر في تغيير دور المرأة وزيادة بروزها السياسي وقد تم إثارة قضايا جديدة مثل منح المرأة حق التصويت. خلال عشرينيات القرن الماضي قامت النساء المغامرات بتحدي حدود السلوك المقبول للمرأة في تلك الفترة. ومن العام 1922 حتى 1929 تحديداً أصبحت ألوها وندرويل Aloha Wanderwell –المولودة في كندا- أول امرأة تقوم بالسفر حول العالم بالسيارة حيث بدأت رحلتها وهي لا تزال في عمر السادسة عشر.

#### حق المرأة في التصويت في كندا
بلغت المنظمات الداعية لمنح المرأة حق التصويت ذروة نجاحها في منتصف العقد الأول من القرن الماضي. وقد ظهرت مختلف الأندية وتم إنشاء نادي تورونتو الأدبي للنساء في أونتاريو كغطاء للأنشطة المتعلقة بحق التصويت. ولكن مع حلول العام 1883، تم تغيير اسم النادي إلى جمعية تورونتو لدعم حق التصويت للمرأة. وقد وصلت حركة دعم حق التصويت للمرأة في كندا للنجاح بسهولة ومن دون اللجوء للعنف بالمقارنة مع الدول الصناعية الأخرى الناطقة بالإنجليزية. وكان من ضمن الوسائل التي اتبعتها الحركة للوصول إلى الإصلاح: جمع العرائض والتواقيع وإنشاء البرلمانات الصورية وبيع البطاقات البريدية.